# Haus Leppe

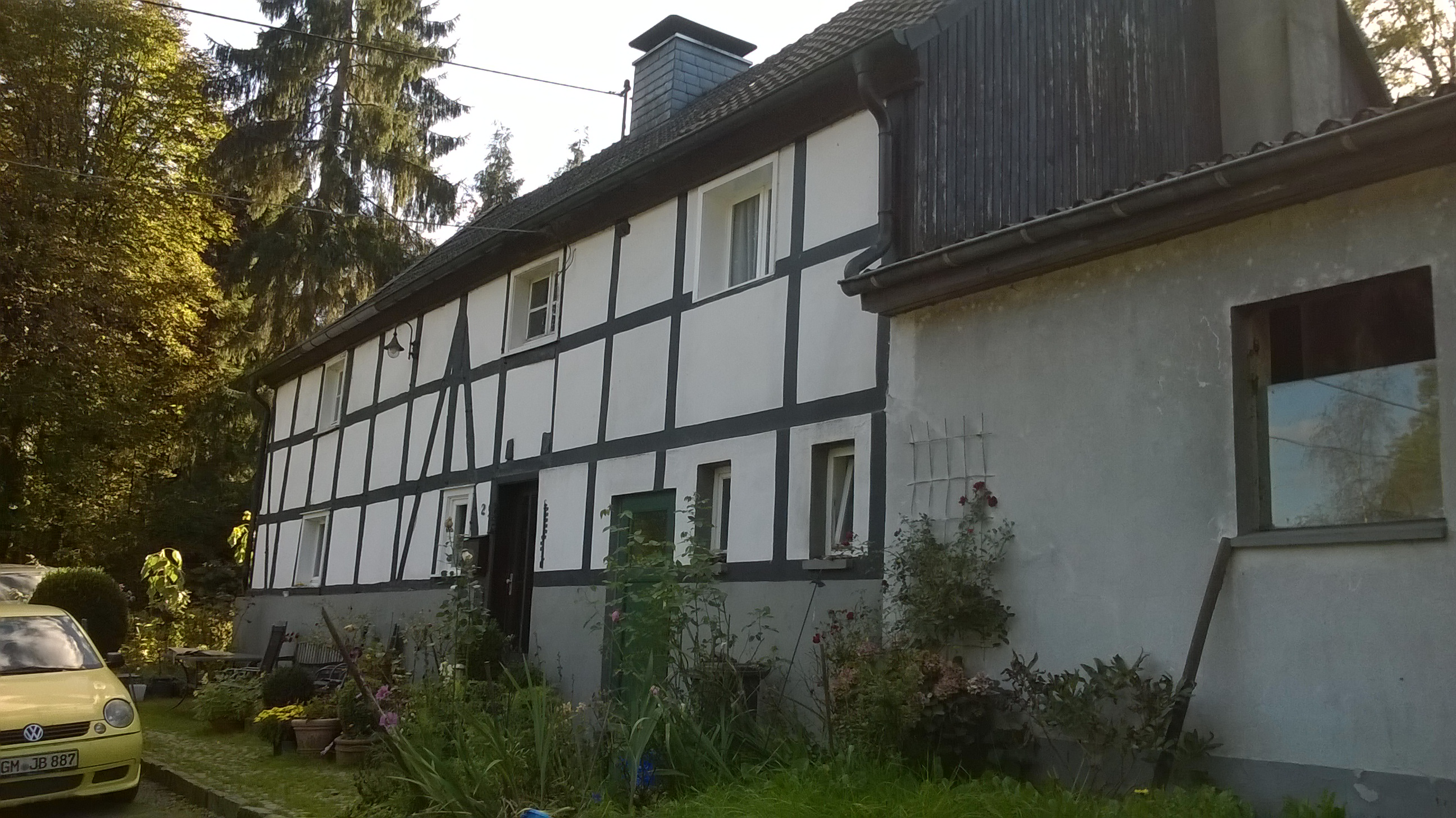
Haus Leppe 2

Haus Leppe ist eine Straße in Engelskirchen, auf der sich zwei denkmalgeschützte Gebäude befinden.

## Geschichte
Die Wohngebäude sind in der Liste der Baudenkmäler der Stadt Engelskirchen verzeichnet. Haus Leppe 1 ist ein dreigeschossiges Herrenhaus (Deckenhöhe 3,55 m) aus Bruchstein mit Krüppelwalmdach und Zwiebelturm. Es wurde im 19. Jahrhundert am östlichen Stadtrand auf einer Anhöhe mit Blick über das Leppetal errichtet. Es ist als laufende Nummer 50 in der Denkmalliste der Stadt Engelskirchen vermerkt. Anfang des 20. Jahrhunderts wurde das Gebäude von der Familie von Bunsen bewohnt, bevor in den Folgejahren die Eigentümer mehrfach wechselten. Auf dem Grundstück befindet sich zudem ein kleineres Wohnhaus, das im 19. Jahrhundert als Stall und Gesindehaus diente.
Der Kölner Schriftsteller Wolfgang Müller von Königswinter erwarb 1871 Haus Leppe 1 für 20.000 Taler. Müller ließ das Haus nach eigenen Plänen von einem Kölner Architekten umbauen. Das Haus war noch länger im Besitz der Familie. Hans Müller nannte sich 1895 (Buchveröffentlichung Kronberger Liederbuch) Hans Müller von der Leppe.
Haus Leppe 2 ist ein Fachwerkbauernhaus, dessen Wohngebäude und Fachwerkstall ebenfalls unter Denkmalschutz stehen. Der Bauernhof wird heute noch bewirtschaftet.
Die Straße „Haus Leppe“ ist Teil des Wanderweges A3, der durch das Bergische Land führt.